# Vormsi
Ormsø (estisk: Vormsi, svensk Ormsö) er Estlands fjerdestørste ø. Før 2. verdenskrig var øen et centrum for estlandssvenskere. Ormsø ligger mellem Dagø (Hiiumaa) og halvøen Nuckö (Noarootsi) og er cirka ti kilometer bred og fem kilometer lang.

## Galleri
- Saxby fyrtårn
- Eng, Rälby
- Vindmølle, Rälby
- Gammel hus, Hullo